# Ischnotoma schineriana
Ischnotoma schineriana är en tvåvingeart som först beskrevs av Alexander 1928.  Ischnotoma schineriana ingår i släktet Ischnotoma och familjen storharkrankar. Inga underarter finns listade i Catalogue of Life.